# نهائي كأس إفريقيا للأندية البطلة 1993
نهائي كأس أفريقيا للأندية البطلة 1993 هي المباراة النهائية للبطولة وكان بين نادي الزمالك وأشانتي كوتوكو.

## الفرق
| الفريق        | المنطقة      | وصول سابق (الخط الغليظ يشير إلى بطل تلك النسخة) |
| ------------- | ------------ | ----------------------------------------------- |
| أشانتي كوتوكو | غرب أفريقيا  | 6 (1967، 1970، 1971، 1973، 1982، 1983)          |
| الزمالك       | شمال أفريقيا | 2 (1984، 1986)                                  |

## المباراة

### الذهاب
| أشانتي كوتوكو | 0–0 | الزمالك |
| ------------- | --- | ------- |
|               |     |         |

### الإياب
| الزمالك | 0–0   | أشانتي كوتوكو |
| --- | ----- | --- |
| |       | |
| ركلات الترجيح |       | |
| خالد الغندور · عفت نصار · حسين عبد اللطيف · إيمانويل أمونيكي · مصطفى ابراهيم · سامي الشيشيني · إسماعيل يوسف · أيمن منصور · أشرف يوسف | 7 – 6 | فريمبونج مانسو · سارفو جيامفي · ? · ياو اوسو · أنتوني منساه · فرانك امانكواه · ادوارد اجيمين دو · جورج آرثر · سيدو يوسف |